# Regla de 180 grados

Este esquema muestra el eje entre dos personajes y el arco de los 180° sobre el que se pueden colocar las cámaras (verdes). Al hacer un corte del arco verde al arco rojo, los personajes cambian de lugar en la pantalla.

 En la creación de películas, la regla de los 180 grados  es una pauta básica sobre la relación espacial en pantalla entre un personaje y otro personaje u objeto dentro de una escena. Manteniendo la cámara en un lado de un eje imaginario entre dos personajes, el primer personaje siempre se encuentra a la derecha del segundo personaje. Si se mueve la cámara sobre el eje se llama saltar la línea, cruzar la línea o saltarse el eje.
La regla de los 180 grados permite al público conectarse visualmente con movimientos invisibles que suceden alrededor y detrás del temo inmediato y es especialmente importante en la narración de las escenas de batalla.

## Ejemplos
En una escena de diálogo entre dos personajes, se puede imaginar una línea recta trazada entre los dos personajes y se extiende al infinito. Si la cámara se mantiene en un lado de esta línea, la relación espacial entre los dos personajes será consistente desde un plano a otro, aunque uno de los personajes no esté en la pantalla. Cambiar al otro lado de los personajes en un corte revertirá el orden de los personajes de izquierda a derecha y puede desorientar al público. 
Se puede utilizar un jump cut para indicar el tiempo. Si un personaje sale del plan por la banda izquierda y entrara el plan siguiente por la izquierda y en un lugar diferente, puede darle la sensación de haber pasado un periodo largo de tiempo. 
La regla también se aplica al movimiento de un personaje como una "línea" creada por el camino que sigue el personaje. Por ejemplo, si un personaje camina en una dirección hacia la izquierda y debe ser tomado por otra cámara, el personaje sale del primer plano por la izquierda y entrar por la derecha en el siguiente cuadro. 
Otro ejemplo podría ser una persecución de coches: si un vehículo sale del lado derecho del marco en un plan determinado, tiene que entrar desde el lado izquierdo del marco al siguiente plano. Salir de la derecha y entrar desde la derecha crea un sentido similar de desorientación como en el ejemplo del diálogo. 

## Cortes inversos
La línea imaginaria permite a los espectadores orientarse con la posición y la dirección de la acción dentro de una escena. Si un plan tras otro plan anterior en una secuencia se encuentra en el lado opuesto de la línea de los 180 grados, entonces se llama "reverse cut". Los cortes inversos desorientan al espectador presentando un punto de vista contrario de la acción en una escena y, por consiguiente, alteran la perspectiva de la acción y la orientación espacial establecida en el plan original.
Hay varias maneras de evitar confusiones relacionadas con cruzar la línea por razón de situaciones particulares causadas por acciones o situaciones en una escena que requeriría romper la línea de los 180 grados. El movimiento de la escena se puede modificar o las cámaras se configuran a un lado de la escena, por lo que todas las imágenes reflejen la vista desde este lado de la línea de los 180 grados.
Otra manera de permitir cruzar la línea es tener varios planes con la cámara moviéndose de un lado de la línea a la otra durante la escena. Este plan se puede utilizar para orientar al público a que estén mirando la escena desde otro ángulo. En el caso del movimiento, si se ve un personaje caminando hacia el marco de atrás a la izquierda, caminando hacia un lado del edificio a la derecha, mientras caminan por la esquina del edificio, la cámara les puede atrapar hacia la cámara al otro lado del edificio que entra en el marco desde el lado izquierdo y, a continuación, camina directamente a la cámara y, a continuación, sale del lado izquierdo del marco. 
Para minimizar la "sacudida" entre planos en una secuencia a ambos lados de la línea de los 180 grados, se puede incluir un plan de búfer a lo largo de la línea de los 180 grados que separe cada lado. Esto permite al espectador comprender visualmente el cambio de punto de vista expresado en la secuencia.

## Estilo
En producciones profesionales, la regla aplicada de los 180 grados es un elemento esencial para un estilo de edición de películas llamado edición de continuidad. La regla no siempre es obedecida. A veces, un realizador rompe deliberadamente la línea de acción para poder crear algún tipo de desorientación. Carl Theodor Dreyer lo hizo en La pasión de Jeanne de Arco ; Stanley Kubrick también lo hizo, por ejemplo, en la escena de cuarto de baño en The Shining . Las directoras Wachowski y Jacques Demy, Tinto Brass, Yasujirō Ozu, Wong Kar-wai y Jacques Tati también ignoraron a veces esta regla como lo hizo Lars von Trier al Anticristo.  En la película "cuna" de la New Wave francesa, À bout de souffle ( "Sin aliento"), Jean-Luc Godard rompe la regla en los primeros cinco minutos en una escena de coches que salta entre los asientos delanteros y trasera, improvisando una "rebelión estética". "por la que se conocería la New Wave. Cuando la regla se rompe accidentalmente, o por motivos técnicos (como la imposibilidad de colocar una cámara físicamente en la posición correcta), hay maneras en que el editor puede intentar ocultar el error. El editor puede anteponer una o dos palabras de diálogo antes del corte, de manera que el espectador se concentre en lo que se está mencionando y pueda tener menos probabilidades de notar el recorte de la norma.
Algunos estilos utilizados con la regla de los 180 grados pueden provocar una emoción o crear un ritmo visual. Si se mueve la cámara más cerca del eje para obtener un plan cercano, se puede intensificar la escena cuando se combina con un plan largo. Cuando la cámara se desplaza más lejos del eje durante un plan largo después de un primer plano, puede provocar una interrupción en la acción de la escena.
En el anime japonés Paprika, dos de los personajes principales hablan de cruzar la línea y demuestran el efecto desorientador para el espectador en el momento en que llevan a cabo la acción de cruzar la línea.